# کریس مونتس
کریس مونتس (انگلیسی: Cris Montes؛ زادهٔ ۱۰ اوت ۱۹۹۷) بازیکن فوتبال اهل اسپانیا است.